# Wilhelmshütte (Dautphetal)

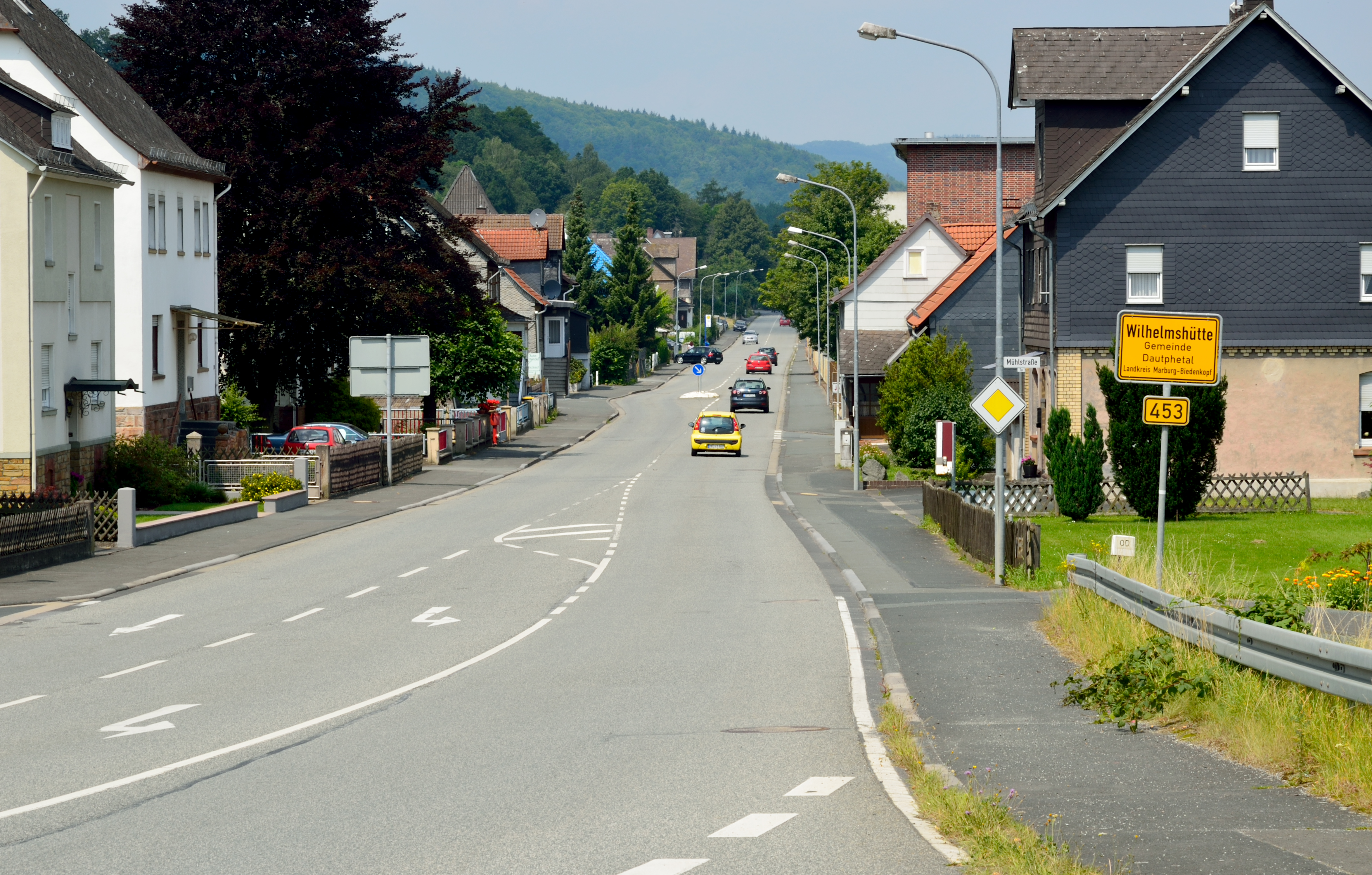
Wilhelmshütter Straße in Wilhelmshütte

Wilhelmshütte (mundartlich Willemshedde; früher auch Kilianshütte) ist eine Gewerbesiedlung im Hessischen Hinterland in der Großgemeinde Dautphetal im mittelhessischen Landkreis Marburg-Biedenkopf. Sie besitzt wie auch die Orte Amelose und Carlshütte nicht den Status eines Ortsteils innerhalb der heutigen Gemeinde, da sie sich auf den Gemarkungen der ehemaligen Gemeinden Dautphe und Wolfgruben befindet und Ortsteil von diesen war. Hervorgegangen ist der Ort aus der Errichtung einer Eisenhütte im Jahr 1832 durch Justus Kilian. Durch den Verkauf der Hütte an Graf Wilhelm von Reichenbach-Lessonitz erhielten sowohl das Werk als auch der Ort ihren heutigen Namen.

## Geschichte

### Geschichte der Eisenhütte
Der Biedenkopfer Justus Kilian erhielt 1831 von der Regierung des Großherzogtums Hessen die Erlaubnis, an der Lahn ungefähr 1,5 km nordöstlich von Dautphe und 750 m südöstlich von Wolfgruben eine Eisenschmelze mit einem Stab- und einem Zainhammer zu errichten. Ab 1832 ließ er die nach ihm benannte Kilianshütte errichten, welche 1834 in Betrieb ging. Die Eisensteine bezog er aus eigenen Gruben um Biedenkopf und Dillenburg, die Holzkohle ebenfalls aus heimischer Holzkohleproduktion. Anfangs wurden in dem Werk aus geschmiedetem Eisen Radreifen und Hufstäbe hergestellt, nach 1840 erweiterte Kilian die Produktpalette um Kleineisenteile. Kilian, der in Gladenbach mit der Justushütte eine weitere Eisenhütte erbaut hatte und dies bisher aus seinem persönlichen Vermögen finanziert hatte, geriet in der Folge in finanzielle Schwierigkeiten. Da ihm staatliche Unterstützung versagt wurde, verkaufte er die 1849 von Prof. Klipstein aus Gießen und Oberhütteninspektor Zintgraff aus Siegen auf 431.500 Taler geschätzte Kilianshütte Ende 1852 für 92.000 Taler an Graf Wilhelm von Reichenbach-Lessonitz, einen außerehelichen Sohn des Hessen-Kasselischen Kurfürsten Wilhelm II. Die Kilianshütte wurde nun nach ihrem neuen Besitzer umbenannt. Nach seinem Tod 1866 erhielten Reichenbach-Lessonitz’ Erben, Gräfin Amélie von Reichenbach-Lessonitz und Prinzessin Pauline von Löwenstein-Wertheim-Freudenberg, die Wilhelmshütte. Mit dem Bau der Oberen Lahntalbahn und aufgrund von Holzmangel wurde Ende des 19. Jahrhunderts von der Hochofen- auf die Kupolofenproduktion umgestellt. Der Verwalter und Bevollmächtigte der Wilhelmshütte, Finanzrat Seitz, übergab 1898 die Hütte an den Hessen-Nassauischen Hüttenverein, welcher 1935 in den Buderus’schen Eisenwerken aufging. Nach dem Zweiten Weltkrieg bestand die zur Eisengießerei umgebaute Hütte bis zu ihrer Stilllegung 1974 unter Dach der Firma Buderus fort.
Seit 1996 befindet sich auf dem Areal der früheren Wilhelmshütte ein kunststoffverarbeitender Betrieb.